# Morobia
Morobia is een monotypisch geslacht van schimmels behorend tot de familie Agaricaceae. Het geslacht bevat alleen Morobia rhizomorphica.